# 12 Pułk Piechoty Obrony Krajowej
12 Pułk Piechoty Obrony Krajowej Čáslav (LIR Časlau Nr 12) – pułk piechoty cesarsko-królewskiej Obrony Krajowej. 

## Historia pułku
1 maja 1889 roku został sformowany Czeski Pułk Piechoty Obrony Krajowej Nr 12 (niem. Böhmisches Landwehr-Infanterie-Regiment Nr. 12).
Okręg uzupełnień Obrony Krajowej Čáslav (niem. Časlau) na terytorium 9 Korpusu.
Kolory pułkowe: trawiastozielony (grasgrün), guziki srebrne z numerem „12”.
W latach 1903–1914 pułk stacjonował w Časlau i wchodził w skład 51 Brygady Piechoty Obrony Krajowej należącej do 26 Dywizji Piechoty Obrony Krajowej.
W lipcu 1914 roku skład narodowościowy pułku: 87% – Czesi.
W czasie I wojny światowej pułk walczył z Rosjanami w 1914 i 1915 roku w Galicji. Żołnierze pułku są pochowani m.in. na cmentarzach wojennych nr: 167 w Ryglicach, 314 w Bochni, 60 w Magurze oraz 71 w Łosiach.
11 kwietnia 1917 roku oddział został przemianowany na Pułk Strzelców Nr 12 (niem. Schützenregiment Nr 12, SchR. Nr. 12).

## Żołnierze
Komendanci pułku
- ppłk / płk Karl Rieger (1889[1] – 1 XI 1896 → stan spoczynku w stopniu tytularnego generała majora[6])
- płk Anton Kapin (1896 - 1897 → stan spoczynku)
- płk Emanuel Müller von Eck (1897 – 1903 → komendant 52 Brygady Piechoty Obrony Krajowej)
- płk Gabriel von Trost (1903 – 1904 → stan spoczynku, 8 I 1900 mianowany tytularnym generałem majorem[7])
- płk Adolf Haczek (Hatschek) (1905 – 1 IV 1907 → stan spoczynku, 17 XII 1910 mianowany tytularnym generałem majorem[8])
- płk Vinzenz Baar (1907 – 1 V 1911 → stan spoczynku, 10 VI 1912 mianowany tytularnym generałem majorem[9])
- płk Oskar Esch (1911 – 1914[2])

Oficerowie
- kpt. Ludwik Steinbach